# Academia de Bellas Artes de Düsseldorf
}}
La Academia de Bellas Artes de Düsseldorf (en alemán, Staatliche Kunstakademie Düsseldorf) es la Academia de Artes de la ciudad de Düsseldorf. Es bien conocida por haber producido muchos artistas famosos, como Joseph Beuys, Gerhard Richter, Wolf Vostell, Thomas Demand y Andreas Gursky. En la escalera a su principal entrada están grabadas las palabras: "Für unsere Studenten nur das Beste" («Para nuestros estudiantes sólo lo mejor»).

## Historia temprana
La escuela fue fundada por Lambert Krahe en 1762 como una escuela de dibujo. En 1773, se convirtió en la Academia de Pintura, Escultura y Arquitectura del Conde del Palatinado. Durante las Guerras Napoleónicas, la colección de arte del conde fue heredado por la familia Wittelsbach y trasladada a Múnich, impulsando al gobierno prusiano, que se había anexionado la región de Düsseldorf después de que Napoleón se rindiera, a transformarla en una Academia Real de Bellas Artes en Düsseldorf, en 1819.
En los años cincuenta del siglo XIX, la Kunstakademie de Düsseldorf fue internacionalmente reconocida, con muchos estudiantes provenientes de Escandinavia, Rusia y los Estados Unidos para aprender, entre otras cosas, la pintura de género y el paisajismo relacionados con la «Escuela de pintura de Düsseldorf»
.

## Directores
- 1819 - 1824 Peter von Cornelius
- 1826 - 1859 Wilhelm von Schadow
- 1924 - 1933 Walter Kaesbach
- 1945 - 1946 Ewald Mataré
- 1959 - 1965 Hans Schwippert
- 1972 - 1981 Norbert Kricke
- 1988 - 2009 Markus Lüpertz
- 2009 - 2013 Tony Cragg
- 2013 – 2017 Rita McBride
- 2017 – 2022: Karl-Heinz Petzinka

Desde abril de 2023: Donatella Fioretti

## Destacados profesores y estudiantes
- Andreas Achenbach (1827 - 1834 estudiante)
- Oswald Achenbach (1835 - 1841 estudiante; 1863 - 1872 profesor)
- Peter Angermann (1968-1973)
- Glenn Bautista (1980-1985 estudiante, bajo los profesores Rolf Sackenheim, Maria Buras)
- Bernd Becher (1976 - 1996 Profesor)
- Joseph Beuys (1947 - 1952 Estudiante, 1961 - 1972 Profesor (expulsado), Visitante, 1980-85)
- Arnold Böcklin (1845 - 1847 Estudiante)
- Christoph Büchel (1992 - 1997 Estudiante)
- Maria Buras (1949 - 2004) (1980-1985 Profesor)
- Michael Buthe (1944 - 1994 Profesor)
- Max Clarenbach (1894 - 1901 Estudiante, 1917 - 1945 Profesor)
- Tony Cragg (1979 - 1988 Profesor ayudante, 1988 - 2001 Profesor)
- Siegfried Cremer (1977 - 1994 Profesor de Técnica de dibujo)
- Felix Droese (1970 - 1976 Estudiante)
- Alfred Eckhardt (1947 - 1952 Estudiante, 1961 - 1977 Profesor de técnica de dibujo)
- John Whetton Ehninger (h. 1848-49) - Estudiante
- Helmut Federle (1999 - 2007 Profesor)
- Anselm Feuerbach (1845 - 1848 Estudiante)
- Katharina Fritsch (1977 -1984 Estudiante, 2010 - actualidad Profesora de escultura)
- Rupprecht Geiger (1965 - 1976 Profesor)
- Eugen Gomringer (1977 - 1990 Profesor)
- Günter Grass (1948 - 1952 Estudiante)
- Gotthard Graubner (1954 - 1959 Estudiante, 1976 - 1992 Profesor)
- Andreas Gursky (1981 - 1987 Estudiante, estudiante de máster con Bernd Becher desde 1985)
- Erwin Heerich (1958 - 1965)
- Shadrack Hlalele (Estudiante, 1981-86 bajo los profesores Joseph Beuys, Rolf Sackenheim)
- Candida Höfer (1973-x Estudiante)
- Hans Hollein (1967 - 1965 Profesor)
- Ottmar Hörl (1979 - 1981 Estudiante)
- Johannes Hüppi (1984 - 1990 Estudiante de máster de Dieter Krieg)
- Axel Hütte (1973 - 1981 Estudiante)
- Jörg Immendorff (1963 - 1969 Estudiante, 1996 - 2007 Profesor)
- Oliver Jordan (1980 - 1985 Estudiante)
- Paul Klee (1931 - 1933 Profesor)
- Karin Kneffel (1981 - 1987 Estudiante de máster de Gerhard Richter)
- Imi Knoebel (1964 - 1971 Estudiante)
- Heinrich Christoph Kolbe (fechas desconocidas, Estudiante; 1822 - 1832 Profesor)
- Walter Köngeter (1952 - 1967 Profesor de artes constructivas)
- Attila Kotányi
- Dieter Krieg (1978- 2002 Profesor de pintura)
- Rolf Krummenauer (1953 - 1969 Maestro de artes formativas)
- Rainer Maria Latzke (1972-1976 Estudiante de G. Richter, 2008 Profesor)
- Rita McBride (Profesor de escultura)
- Orlando Mohorovic (1970 - 1974 Estudiante de máster de Joseph Beuys)
- Yoshitomo Nara (1988 - 1993 Estudiante)
- Heinrich Nauen (1921 - 1937 Profesor)
- Albert Oehlen (2000 Profesor)
- Markus Oehlen (1976 - 1982 Estudiante)
- Nam June Paik (1979 - 1996 Profesor de escultura)
- Blinky Palermo (1962 - 1967 Estudiante)
- Alois Plum (1955-1957 Estudiante)
- Sigmar Polke (1961 - 1967 Estudiante)
- Willy Reetz (1920 - 1924 Estudiante)
- Lois Renner (1985 - 1988 Estudiante)
- Gerhard Richter (1961 - 1963 Estudiante, 1971 - 1993 Profesor)
- Klaus Rinke (1974 - 2004 Profesor)
- Thomas Ruff (Estudiante, Profesor)
- Reiner Ruthenbeck (1962 - 1968 Estudiante)
- Rolf Sackenheim (1980-1985 Profesor)
- Kaspar Scheuren (1829-1835 Estudiante)
- Felix Schramm
- Thomas Schütte (1973 - 1981 Estudiante)
- Rudolf Schwarz (1953 - 1961 Profesor)
- Hans Schwippert (1959 - 1965 Profesor y director)
- Adolf Seel (1844 - 1850 Estudiante)
- Dirk Skreber (1982 - 1988 Estudiante)
- Thomas Struth (1973 - 1978 Estudiante)
- Norbert Tadeusz (1961 - 1966 Estudiante)
- Rosemarie Trockel (Profesor)
- Günther Uecker (1953 - 1957 Estudiante, 1976 - 1995 Profesor)
- Oswald Mathias Ungers
- Georg Wilhelm Volkhart (1831 - 1840 Estudiante)
- Wolf Vostell (1955 - 1958 Estudiante)
- Max Volkhart (1848 - 1924 Estudiante)
- Karl Ferdinand Wimar (alrededor de 1851 - Estudiante)